# Stephen Roche
Ne doit pas être confondu avec Stéphane Roche.
Stephen Roche, né le 28 novembre 1959 à Dublin, est un coureur cycliste irlandais. Il fut professionnel de 1981 à 1993 et compte 58 victoires professionnelles à son actif. Il est le seul coureur avec Eddy Merckx (1974) et Tadej Pogačar (2024) à avoir réussi le triplé Tour de France, Tour d’Italie et championnat du monde la même année, en 1987.

## Biographie
Son frère Lawrence fut également coureur cycliste professionnel. Le fils de Stephen, Nicolas, est à son tour coureur cycliste professionnel.

### Carrière amateur
Il gagne Paris-Roubaix chez les amateurs en 1980.

### Chez Peugeot (1981-1983)
Il passe professionnel au sein de la prestigieuse équipe Peugeot en 1981. Dès sa première année, il remporte trois courses par étapes : Paris-Nice, le Tour de Corse, l'Étoile des Espoirs et le Tour d'Indre-et-Loire. 
1982 est une année beaucoup moins florissante.
En 1983, il refait surface en remportant le Tour de Romandie et en terminant 3e des championnats du monde à Altenrhein derrière Greg LeMond et Adrie van der Poel. Pour son premier Tour de France, il termine 13e.

### À la Redoute (1984-1985)
Il rejoint l'équipe La Redoute en 1984 où il termine 2e de Paris-Nice derrière Sean Kelly et remporte à nouveau le Tour de Romandie (étant dans le même temps que Jean-Marie Grezet, il l'emporte car il est mieux placé au classement par points).
En 1985, il termine de nouveau 2e de Paris-Nice derrière son compatriote Kelly puis 3e de Liège-Bastogne-Liège derrière Moreno Argentin et Claudy Criquielion. Il remporte le Critérium international. Il se distingue sur le Tour de France en étant le premier Irlandais à être sur le podium final derrière Bernard Hinault et Greg LeMond. Il remporte également l'étape au sommet de l'Aubisque.

### À la Carrera (1986-1987)

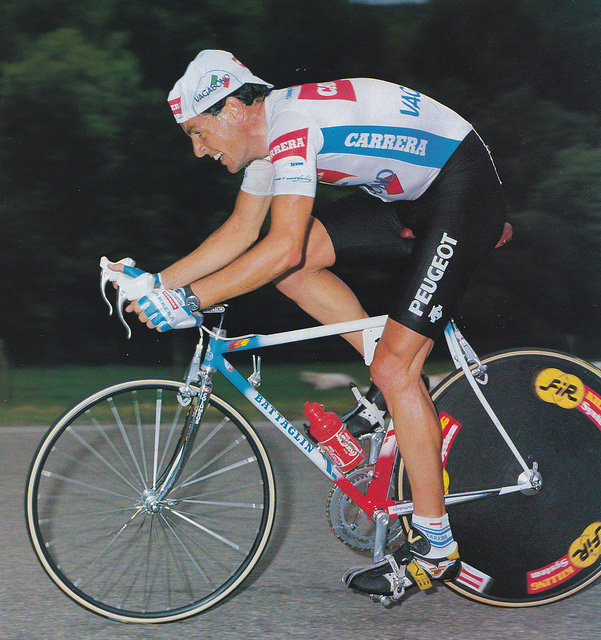
Stephen Roche lors du Tour d'Italie 1987 qu'il remporte

Passé à la Carrera en 1986, il effectue cette année-là une saison blanche.
En 1987, Stephen Roche accomplit sa meilleure saison. D'abord dominé par Kelly dans Paris-Nice et le Critérium International, il est battu par Moreno Argentin dans Liège-Bastogne-Liège car il s'est trop observé dans le final avec Claudy Criquielion.
Par la suite, il remporte son troisième Tour de Romandie, puis domine son coéquipier Roberto Visentini dans le Tour d'Italie. Il gagne par la suite le Tour de France. Il gagne le championnat du monde à Villach et comme Eddy Merckx en 1974, réalise le triplé Giro-Tour-Mondial.
Il remporte le dernier Super Prestige Pernod et termine 2e du classement FICP-Vélo derrière son compatriote Kelly. Il gagne également le Mendrisio d'or.

### À la Fagor (1988-1989)
Embauché à grands frais par la firme Fagor, Stephen Roche connait une année noire en 1988. En conflit avec ses directeurs sportifs et souffrant du genou, il n'obtient aucun résultat.
En 1989, il ressort de l'anonymat. Il termine 2e de Paris-Nice derrière Miguel Indurain, puis remporte le Tour du Pays basque. Il termine cependant que 9e du Tour d'Italie puis abandonne le Tour de France en raison d'une douleur à un genou.
Il quitte la Fagor en fin d'année.

### À la Histor (1990)
Il termine pour la quatrième fois deuxième de Paris-Nice et ce fut pour la seconde année consécutive derrière Miguel Indurain. Il gagne par la suite les Quatre Jours de Dunkerque malgré une chute. Sur le Tour de France, il est inexistant, ne terminant que 44e.

### À Tonton Tapis (1991)
Il rejoint l'équipe belge et remporte la Semaine Catalane et le Critérium International. Au Tour de France, il arrive en retard au départ du contre-la-montre par équipe et effectue tout le parcours seul. Hors-délai, il est éliminé.

### Retour à la Carrera (1992-1993)

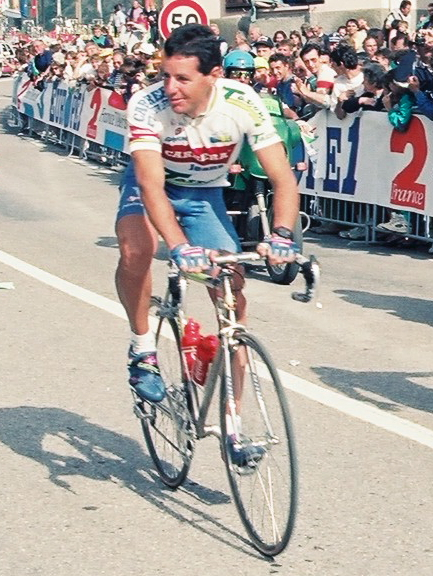
Stephen Roche lors du Tour de France 1993

Il revient dans l'équipe où il a connu ses plus grands succès. Il est au service de Claudio Chiappucci. 
En 1992, il termine 9e du Tour de France en remportant l'étape à la Bourboule. 
En 1993, il termine 9e du Tour d'Italie et 13e du Tour de France.

### L'après-carrière
Depuis sa retraite en 1993, Stephen Roche est resté présent dans le monde du vélo à travers ses stages de vélo Fitness Vélo Évasions à Majorque mais aussi en participant à l’organisation de courses cyclistes telles que la Sisteron, le Tour méditerranéen et la course de charité le Tour de Cure. Stephen intervient aussi en tant que commentateur sur des évènements sportifs tels que Le Tour de France et le Championnat du monde.
Stephen Roche a été propriétaire d'un hôtel 3 étoiles située à Villeneuve-Loubet en front de mer avant de le revendre en fin d'année 2010.
Il a participé en tant que pilote au rallye Monte-Carlo en 1994, sur Seat Ibiza au sein du Team Seat Bar-Le-Duc (no 142), copiloté par Bernard Smyth. Ils ont terminé 57e.
Depuis 2017, il occupe des fonctions d'ambassadeur du cyclisme pour Amaury Sport Organisation lors des épreuves qu'elle organise, en remplacement de Bernard Hinault, qui a endossé ce rôle pendant trente ans. En mai 2017, il est également consultant sur la chaîne L'Équipe pour commenter le Tour d'Italie 2017. Il le commente avec Patrick Chassé et Jérôme Pineau.

## Palmarès

### Palmarès amateur
| - 1977 - Champion d’Irlande sur route juniors - 3e étape des Wicklow Holiday Festival Three Day - 1978 - 1re, 2e et 4e étapes de l'Irish Road Club Three Day - Wicklow Holiday Festival Three Day : - Classement général - 2e étape - Manx Viking Trophy - Chemico Cup 25 Time Trial - 1979 - Champion d'Irlande de cyclo-cross - Champion d’Irlande du contre-la-montre - FBD Insurance Rás : - Classement général - 2e et 9ea étapes - Dublin-Galway-Dublin : - Classement général - 3e étape - Chemico Cup 25 Time Trial - 3e du Tour d'Irlande | - 1980 - Paris-Roubaix amateurs - Tour de l’Île-de-France : - Classement général - 3e et 4e (contre-la-montre) étapes - 5e étape de la Route de France (contre-la-montre) - Tour du Haut-Languedoc : - Classement général - 4e étape - Chrono Madeleinois - Grand Prix de France (contre-la-montre) - 2e du championnat d'Irlande sur route - 2e de la Route de France - 2e de Paris-Mantes - 2e du Grand Prix des Nations amateurs - 3e de Paris-Ézy |  |

### Palmarès professionnel
| - 1981 - Tour de Corse : - Classement général - 2e étape - Paris-Nice : - Classement général - 7eb étape (contre-la-montre) - Tour d'Indre-et-Loire : - Classement général - 3e étape - 7e étape du Tour de l'Avenir (contre-la-montre) - Étoile des Espoirs : - Classement général - Prologue et 4eb étape (contre-la-montre) - 2e du Grand Prix de Monaco - 2e du Grand Prix des Nations - 3e du Grand Prix de Cannes - 4e des Quatre Jours de Dunkerque - 1982 - 2e de l’Amstel Gold Race - 3e des Quatre Jours de Dunkerque - 3e du Trophée Baracchi (avec Jacques Bossis) - 6e de Paris-Nice - 9e de Liège-Bastogne-Liège - 1983 - Classement général du Tour de Romandie - Grand Prix de Wallonie - Paris-Bourges : - Classement général - 1re étape - Étoile des Espoirs : - Classement général - 1reb étape (contre-la-montre par équipes) - 2e du Tour du Haut-Var - 3e du Tour Midi-Pyrénées - 3e du Grand Prix de Plouay - 3e du championnat du monde sur route - 5e du Grand Prix du Midi Libre - 5e du Grand Prix des Nations - 7e du Grand Prix d'Automne - 1984 - Nice-Alassio - 6e étape de Paris-Nice - Classement général du Tour de Romandie - Subida a Arrate - 2e du Tour méditerranéen - 2e de Paris-Nice - 2e du Tour de l'Oise - 3e du Critérium international - 3e du Grand Prix des Nations - 5e du Tour de Lombardie - 6e du Critérium du Dauphiné libéré - 6e du Super Prestige Pernod - 1985 - 7eb étape de Paris-Nice (contre-la-montre) - Critérium international : - Classement général - 3e étape (contre-la-montre) - Tour Midi-Pyrénées : - Classement général - 1re étape - Prologue et 9e étape du Critérium du Dauphiné libéré - 18ea étape du Tour de France - 3eb et 4ea étapes du Tour d'Irlande - 2e de Paris-Nice - 3e du Tour méditerranéen - 3e de Liège-Bastogne-Liège - 3e du Tour de France - 7e du Grand Prix du Midi Libre - 7e du championnat du monde sur route - 7e du Super Prestige Pernod | - 1987 - Super Prestige Pernod - Champion du monde sur route - Tour de Valence : - Classement général - 3eb étape (contre-la-montre) - 7eb étape de Paris-Nice (contre-la-montre) - Tour de Romandie : - Classement général - 5ea et 5eb (contre-la-montre) étapes - Tour d'Italie : - Classement général - 1reb et 22e étapes (contre-la-montre) - Tour de France : - Classement général - 2e (contre-la-montre par équipes) et 10e étapes - Challenge El Ciclista Internacional - 2e du classement FICP - 2e du GP Camp de Morvedre - 2e du Critérium international - 2e de Liège-Bastogne-Liège - 2e du Tour d'Irlande - 4e de Paris-Nice - 4e de la Flèche wallonne - 4e du Rund um den Henninger Turm - 1989 - 7eb étape de Paris-Nice (contre-la-montre) - Tour du Pays basque : - Classement général - 5eb étape (contre-la-montre) - 3ea étape des Quatre Jours de Dunkerque (contre-la-montre) - 2e de Paris-Nice - 3e du Critérium international - 3e des Quatre Jours de Dunkerque - 9e du Tour d'Italie - 1990 - 3e étape de Paris-Nice (contre-la-montre par équipes) - Classement général des Quatre Jours de Dunkerque - 2e de Paris-Nice - 6e de la Flèche wallonne - 7e du Critérium du Dauphiné libéré - 1991 - Classement général du Critérium international - Classement général de la Semaine catalane - 4e de Paris-Nice - 8e de Liège-Bastogne-Liège - 1992 - 16e étape du Tour de France - 2e du Tour du Piémont - 8e de Tirreno-Adriatico - 9e du Tour de France - 1993 - 9e du Tour d'Italie |  |

### Résultats sur les grands tours

#### Tour de France
10 participations
- 1983 : 13e
- 1984 : 25e
- 1985 : 3e, vainqueur de la 18e étape
- 1986 : 46e
- 1987 :  Vainqueur du classement général, vainqueur des 2e (contre-la-montre par équipes) et 10e (contre-la-montre) étapes,  maillot jaune pendant 3 jours
- 1989 : non-partant (10e étape)
- 1990 : 44e
- 1991 : hors délais (2e étape)
- 1992 : 9e, vainqueur de la 16e étape
- 1993 : 13e

#### Tour d'Italie
4 participations
- 1986 : abandon (21e étape)
- 1987 :  Vainqueur du classement général, vainqueur du classement du combiné et des 1reb (contre-la-montre), 3e (contre-la-montre par équipes) et 22e (contre-la-montre) étapes,  maillot rose pendant 18 jours
- 1989 : 9e
- 1993 : 9e

#### Tour d'Espagne
1 participation
- 1992 : 14e

## Distinctions
- En 2002, Stephen Roche fait partie des coureurs retenus dans le Hall of Fame de l'Union cycliste internationale[4].
- Membre du Hall of Fame du Tour d'Italie : 2014[5]
- Sportif irlandais de l'année en 1987